# Крупномеры
Крупномеры — взрослые деревья (от трёх до пятнадцати метров в высоту), используемые для посадок с хозяйственной и декоративной целью. Деревья — незаменимый элемент озеленения. Растения с развитой кроной считаются крупномерами, даже если их высота ниже указанной минимальной отметки.
Работы по посадке крупномеров ведутся поэтапно:
- подготовка крупномеров для пересадки в питомнике. Выкапывание крупномера, упаковка кома и подготовка к транспортировке. Особое внимание уделяется качеству упаковки, в противном случае растение может погибнуть при транспортировке. При необходимости осуществляется обработка дополнительными средствами и производится обрезка;
- транспортировка. Крупномеры устанавливают в машине, укрепляют, соблюдая все меры безопасности. Доставляют до места посадки;
- создание условий временного хранения крупномера до его посадки. Укрытие корневой системы, прикопка (в случае продажи с торговой площадки);
- посадка крупномеров. Производится посадка в предварительно подготовленные посадочные ямы или траншеи;
- уход за посаженными деревьями.

Таким образом, посадка крупномеров — это сложный и многоступенчатый процесс. Но без взрослых деревьев местность выглядит неполноценной и несформировавшейся. Деревья — лучший материал для озеленения территории, так как с их помощью можно создать любую композицию: и рощу, и небольшой лес, и аллею, и хвойный уголок, и парковые насаждения и укрепляющие полосы, и многое другое. А способ посадки крупномеров — это возможность наслаждаться живописным пейзажем уже после осуществления посадочных работ.

## Посадка крупномеров
Особенности крупномеров:
1. Они всегда сажаются с комом земли. Это связано с тем, что при пересадке большому растению нужно много корней, а сохранить основную корневую массу и не травмировать её всасывающую зону возможно лишь в земляном коме. Считается, что посадка крупномеров пройдёт относительно безболезненно, если диаметр кома не меньше десяти диаметров ствола в основании дерева.
2. Посадку крупномеров обычно проводят, когда у растений настаёт период покоя. В Средних широтах это период с октября по март. Формирование и сохранение земляного кома у растений выше 5 м удаётся только при минусовых температурах воздуха, поэтому большинство деревьев сажается зимой. Посадка в период покоя позволяет избежать шоковых последствий и улучшить приживаемость.
3. При посадке взрослых хвойных растений необходимо соблюдать пространственную ориентацию ветвей такую же, какая была при выкопке, то есть ветви, которые во время роста были направлены на север, также должны смотреть на север и при посадке.
4. После пересадки деревья, потерявшие часть корней, довольно долго болеют. Приросты в первый год после пересадки могут быть в пределах 5-10 см, на следующий год — чуть больше. Требования к уходу повышаются. Возникает необходимость в частых поливах и опрыскивании кроны, что увеличивает вероятность возникновения грибных заболеваний.
5. Каждый вид крупномеров обладает своими индивидуальными особенностями. Например, береза способна пересушивать газон вокруг себя. Корни ивы нередко проникают в дренажные системы и другие подземные коммуникации, разрушая их. Такое грибное заболевание, как мучнистая роса, сильно поражает дуб черешчатый (Quercus robur), в то время как дуб красный (Quercus rubra) к нему практически не восприимчив.

### Сроки и способы посадки
Крупномеры высаживаются с использованием специальной техники и вручную. Способы посадки зависят от особенностей расположения участка, имеются ли подъездные пути для крупногабаритной техники и другие факторы, которые определяет специалист по посадкам.
Самый простой способ — это посадка краном. Более сложный — посадка вручную с использованием малогабаритной спецтехники. Ручной способ посадки — более щадящий, так как позволяет подойти к каждому дереву индивидуально и свести травмирование корневой системы к минимуму.
Появление технологий посадки деревьев с комом земли изменило представления о традиционных посадочных сезонах — весна и осень. В принципе, крупномеры, как и любые растения с закрытой корневой системой, можно сажать круглый год, однако наиболее предпочтительным сезоном является зима. В это время дерево наименее чувствительно к внешним воздействиям. Благодаря этому резкое изменение среды обитания для него будет не столь критичным. Ком земли в промерзшем состоянии не рассыпается при транспортировке и не требует сложной упаковки, такой как деревянные, пластиковые или металлические контейнеры, совершенно необходимые летом, когда ком способен развалиться от самого незначительного сотрясения, и оставшееся с оголенными корнями дерево имеет мало шансов доехать здоровым до места посадки. С другой стороны, промерзшая почва требует больших усилий для выкапывания растений и подготовки ям, хотя и эти проблемы вполне решаемы.
Летняя посадка деревьев с комом земли, в отличие от саженцев с открытой корневой системой, также вполне реальна. Хотя в период активной вегетации и цветения нежелательно сажать хвойные деревья высотой более трех, а лиственные - более четырёх метров. В летний период совершенно необходима упаковка кома в жесткие контейнеры на время транспортировки и вплоть до самой посадки и тщательный уход после посадки, в первую очередь, обильный и регулярный полив, затенение кроны деревьев или даже удаление листвы вручную или обработка дефолиантами, обработка стимуляторами роста корневой системы, которая наибольшим образом страдает от пересадки. Внекорневые подкормки в этот период помогут дереву восполнить недостаток питательных веществ и лучше подготовиться к последующей перезимовке.

### Сохранение декоративности крупномерных деревьев
При озеленении сада в летний период деревья пересаживают в облиственном состоянии для получения немедленного и устойчивого декоративного эффекта. В результате проведенных к настоящему времени обширных работ можно определенно говорить о значительных преимуществах летних пересадок перед весенними и осенними. Во всех случаях декоративный эффект уже в год пересадки был всегда исключительно высоким. При агротехнических правильно проведенных пересадках, с учетом всех особенностей, изменений или понижения декоративности растений почти не было заметно, а при быстро проведенных работах эффект усиливался необычной внезапностью изменения окружающей обстановки.
Для более уверенного получения нужных результатов при летних пересадках деревьев и кустарников с листвой необходимо учитывать некоторые биологические особенности пород, выражающиеся в степени устойчивости к сохранению ими своих декоративных достоинств, а также и влияния фаз во время пересадки.
Важнейшим элементом декоративности при пересадке деревьев в облиственном состоянии является полное сохранение всего количества имеющейся листвы без резкого изменения её окраски. При пересадке красиво цветущих пород в период подготовки к цветению или же во время полного цветения весьма важным является сохранение бутонов и цветов, а при ремонтности и сохранение непрерывности цветения. Только при этих условия достигается основная цель оформления растениями, пересиженными в летний период.
Применение ряда мер, к числу которых можно отнести заблаговременную подготовку растений к пересадке временное притеснение растений после пересадки и другие меры, во многом будет способствовать приживаемости и сохранению декоративности, сглаживая также в известной мере влияние сроков пересадки.
Между тем эти меры при всей полезности трудоемки и не всегда применимы, особенно при массовых летних пересадках.
Следует оговориться, что листва условно принята за декоративный элемент. Листва является ассимиляционным органом, выполняющим жизненно важные функции. Степень сохранения её после пересадки в летний период будет говорить о пластичности породы и способности её к быстрому приспособлению к изменившимся условиям, а также о быстрой приживаемости растений.
Породы можно разделить на три группы по степени устойчивости в сохранении декоративности листвы и цветения:
- первая группа — устойчивые породы;
- вторая группа — среднеустойчивые;
- третья группа — слабоустойчивые.

К первой группе относятся породы, которые при пересадке их с листвой и в пору полного цветения почти без изменения сохраняют свои внешние достоинства, создают устойчивый и длительный декоративный эффект как в год пересадки, так и в последующие годы. При достаточной величине кома, выполнении пересадки с полным соблюдением агротехники и затем при регулярном уходе такие растения почти полностью сохраняют листву и окраску, а также бутоны или цветы.
К таким породам могут быть отнесены местные лесные породы: берёза бородавчатая и пушистая, ольха серая, ива козья, рябина обыкновенная, ясень пушистый, клён ясенелистный, вяз мелколистный, черёмуха виргинская, ель колючая, лиственница сибирская.
Высокой декоративной устойчивостью при летних пересадках обладают также сирень венгерская и сирень обыкновенная.
Вторая группа пород по своим биологическим особенностям в сохранении листы и её окраски при летних садках отличается от первой несколько меньшей устойчивостью.
К этой группе местных пород при пересадке из леса можно отнести липу мелколистную, клён остролистный, яблоню лесную, вяз, липу крупнолистную, каштан конский, боярышник сибирский штамбовый, тополи чёрный, канадский, берлинский.
При пересадке растений этой группы летом, особенно во второй и третий периоды, для получения нужного декоративного эффекта требуется выкапывать больший по объёму ком и сохранять его от деформации при перевозке, сокращать время между выкопкой и посадкой, а также обеспечить полив. Важной мерой является также отбор растений для пересадки с хорошо освещенных мест и перевозка в пасмурную и дождливую погоду. Только так возможно избежать опадания листьев и значительного изменения их окраски.
Листопад после пересадки, особенно во второй и трети и периоды, очень болезненно отражается на жизнедеятельности растений в последующие годы. Быстрее оправляются кустарники и более медленно деревья.
Третья группа пород имеет следующие отличия. При резком изменении условий внешней среды или нарушении техники пересадки наступает очень быстрое пожелтение, свёртывание и засыхание всех листьев, а затем частичное или полное отмирание наземной части. Такое явление характерно при садке в любой из периодов. Объединяет растения этой группы главным образом один из важнейших их признаков — строение корневой системы с небольшим наличием мелких обрастающих корешков и мочки, что оказывает серьёзное влияние на приживаемость и сохранение листвы при летних пересадках.
К таким породам можно отнести: бархат амурский, вишню, сливу, а из местных — дуб черешчатый, жимолость и крушину.
При пересадке деревьев и кустарников этой группы, как из питомников, так и из леса требуются особые меры предосторожности: захват большего объёма корней при выкопке и сохранение кома от деформации при перевозке и посадке; необходим также хорошо налаженный и регулярный уход за посаженными растениями.
При пересадке из леса, кроме прочего, необходим выбор растений из хорошо освещенных мест со связными почвами, пересадке из-под полога насаждений, видимо, немаловажную роль играет чрезвычайно резкое изменение экологических условий: освещения, температуры, влажности почвы и воздуха и пр.
Так, при пересадке летом из леса дуба скелетные корни его с небольшим количеством обрастающих корней и мочки не обеспечивают достаточного контакта их с почвой кома. При потере листьев после пересадки летом вторичное распускание почек происходит очень медленно. Как у бархата, так и дуба, часто наблюдаются отмирание наземной части и появление поросли у пня.
Крушина и жимолость в лесу встречаются почти всегда в подлеске. Внезапное выставление их на свет после пересадки обычно вызывает засыхание листвы и обмерзание побегов зимой, вследствие чего декоративность их незначительна.
Большие взрослые деревья пересаживаются, в основном в период с ноября по март, когда земля основательно промерзнет. Отрицательные температуры обеспечивают максимальный покой корневого кома при транспортировке и посадке.

### Техника посадки крупномеров
Посадка деревьев — один из самых ответственных и основных этапов озеленительных работ. Это очень трудоемкий и ответственный поэтапный процесс.
Высаживаемые растения подвергаются комплексу факторов: обветриванию, солнечному облучению, механическим повреждениям при выкопке и потере части физиологически важных частей корней и, вследствие этого происходит нарушение соотношения «корневая система — надземная часть», что приводит к изменениям водного баланса и общему снижению физиологической стабильности растения. При посадке дерева учитывается также происхождение самих деревьев, их размеры, возраст и особенности выращивания в питомнике.
Источниками для посадки деревьев могут быть самыми разнообразными: питомники древесных декоративных растений, лесные питомники, лесонасаждения. Посадочный материал должен быть здоровым, иметь высоту, соответствующую возрасту дерева, развитую корневую систему, штамбы определенной высоты и толщины, характер ветвления, соответствующий данному виду.
Сроки проведения посадок деревьев зависят от времени года, погодных условий (температура и относительная влажность воздуха), физиологического состояния сажаемого растения. Можно выделить два самых оптимальных периода времени для посадки деревьев: весенние сроки, и осенние. Весенние сроки характеризуются началом вегетации физиологической деятельности растения, набухание почек. После оттаивания почвы и увеличения температуры. Осенние сроки посадки деревьев эффективны, когда физиологические процессы дерева замедленны и в таком состоянии ему легче перенести пересадку. Наиболее благоприятна осенняя пересадка для следующих видов: клен, липа, боярышник, и др. — у них листопад происходит рано.
Работы по посадке крупномеров ведутся поэтапно, в зависимости от данного времени. Выделяют 5 основных этапов, которые потом можно разделить и более подробно:
- Подготовка крупномеров для пересадки в питомнике. Выкапывание крупномера, упаковка кома и подготовка к транспортировке. При необходимости обрабатывают дополнительными средствами и производят обрезку.
- Создание условий временного хранения крупномера до его посадки. Укрытие корневой системы, прикопка.
- Производится посадка в предварительно подготовленные посадочные ямы или траншеи.
- Основные требования при посадках деревьев всех возрастных групп практически не отличаются, однако трудозатраты и используемые средства при проведении работ различны. Оптимальные размеры земляного кома для посадки крупномерных деревьев приведены в таблице 1.

Таблица 1. Соотношение диаметра ствола и размера земляного кома
| Диаметр ствола дерева на высоте 1-3 м | Размер кома м   |
| ------------------------------------- | --------------- |
| 5                                     | 1,0 x 1,0 x 0,7 |
| 6                                     | 1,3 x 1,3 x 0,6 |
| 7-10                                  | 1,6 x 1,6 x 0,7 |
| 10-13                                 | 1,8 x 1,8 x 0,7 |
| 13-15                                 | 2,0 x 2,0 x 1,0 |
| 16                                    | 2,5 x 2,5 x 1,0 |

При посадке деревьев необходимо подготовить посадочное место (рис.4), которое осуществляется следующим способом:
1. Посадочные ямы подготавливают за 6-10 дней до посадки деревьев;
2. Длина и ширина ямы должны превышать размеры сторон кома не менее чем на 70 — 90 см, а глубина — на 20-35 см высоту кома;
3. Стенки и дно ямы быть тщательно выравниваются и зачищаются, дно взрыхляется на глубину 15-20 см, насыпается слой растительной земли толщиной 10 — 25 см, центр ямы отмечают с помощью колышка, для центрирования посадки.
4. Плодородная земля завозится предварительно, и её количество зависит от степени плодородия местного грунта. Малоплодородный грунт обновляется на 100 %, объём его равен объёму посадочной ямы минус объём кома;
5. Производится устройство дренажа с помощью крупнозернистого песка или же гравия или щебня, высота этого слоя изменяется в пределах от 10 — 25 см;
6. После подготовки посадочных мест производятся замеры посадочных ям для учёта, и измеряется также высота корневой шейки сажаемого дерева для расчёта усадки земли, необходимой для высаживания дерева. Составляются акты по подготовке посадочных мест.

## Подготовка посадочных ям
При посадке деревьев необходимо учитывать расстояния между деревьями (табл.2).
Таблица 2.
Таблица расстояний между деревьями
Световое предпочтение Класс дерева Расстояние между деревьями, минимальное, м
Светолюбивые и умеренносветолюбивые I 5, 5 — 6
```
	II	4, 5 - 5
	III	2,5 - 4
```

Тенелюбивые I 3, 5 — 5
```
	II	3 - 5
	III	2,5 - 3
```

Примечание к таблице: I куст. — категория высокорослых кустарников, образующих сильные побеги и обширную крону, h = 1, 5 — 5 м (сирень, чубушник, липа кустарниковая); II куст. — среднерослые кустарники, образующие плотные кроны средних размеров, h = 0,6 - 3 м (кизильник блестящий, снежноягодник, дерен сибирский); III куст. — низкорослые кустарники, стелющиеся формы, h = 0,3 — 1 м (кизильник горизонтальный, бересклет японский).
При посадке дерева также учитывается его назначение в этом месте — от этого зависит размещение и количество сажаемого материала.

### Посадка

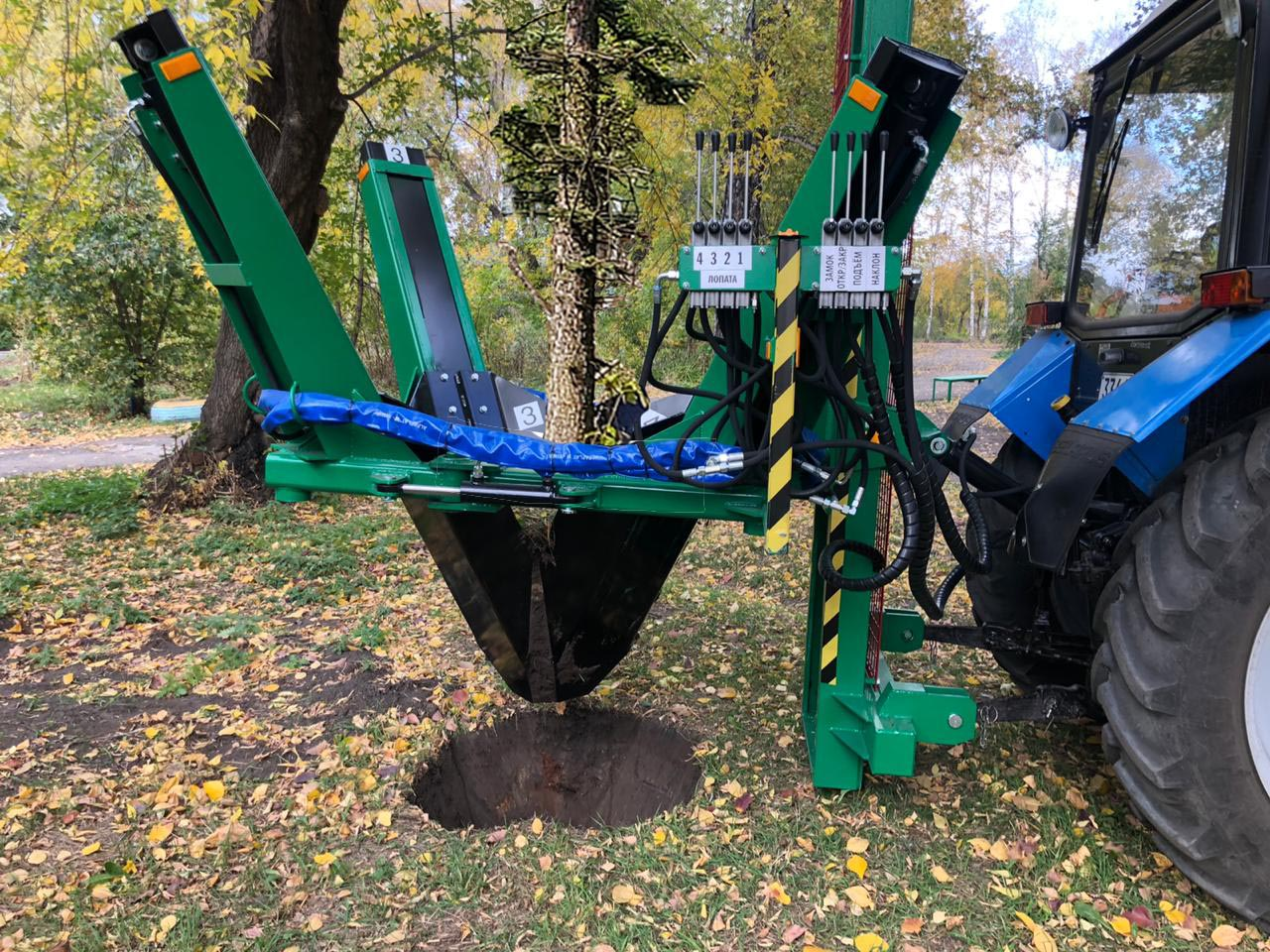
Тракторный пересадчик

Взрослое дерево устанавливается в посадочную яму с применением автокрана (рис. 5). Корневой ком устанавливается несколько выше уровня земли с учетом весеннего проседания. Яма с комом засыпается растительным грунтом, с подбивкой вначале под дно кома и с последующим тщательным послойным уплотнением, чтобы избежать возможных пустот. Во время установки дерева формируются специальные вертикальные дренажные каналы. Они в дальнейшем обеспечат лучшее снабжение корней деревьев воздухом и облегчат проникновение влаги. 

### Укрепление
После этого, как и при посадке саженцев, дерево укрепляется специальными растяжками (распорками). Растяжки можно будет убрать только через год-два, когда земля полностью осядет, и корни дерева прочно срастутся окружающей почвой. Не забудьте, что растяжки в месте крепления к стволу необходимо время от времени перевязывать заново, так как ствол дерева растет, и со временем шнур может перетянуть дерево. Возможно также установка растяжек диаметром больше диаметра ствола в месте крепления. Приствольный круг мульчируется древесной корой, торфом или щепой.
При посадке крупномеров в период вегетации главное предотвратить иссушение посадочного кома при перевозке и посадке дерева. Для этого в среднем удаляется 20 % вегетирующих органов. В летнее время удобней всего пересаживать растения в контейнерах, так как сажаемое растение испытывает меньший стресс при посадке. Полив нужно производить еженедельно, даже если идут дожди. Посадки крупномеров при температурах выше 25 * С следует прекращать.
Крупномеры на объекте размещают строго в соответствие с проектом озеленения, потому что при создании такого проекта были предусмотрены, как и все необходимые жизненные условия для дерева, так и оптимальные расстояния при посадках.
Для повышения приживаемости крупномеров необходимо применять биостимуляторы роста — это позволяет быстрее акклиматизироваться дереву на новом месте и образовывать новую массу корней. Например, «Гетероауксин», «Корневин», «Гербамин», «Биоплекс». Норму и время полива и подкормки нужно рассматривать в конкретной ситуации и с учетом концентрации стимулятора роста.

## Уход за посаженными крупномерами
Уход за посаженными крупномерами заключается в системе мероприятий по восстановлению нарушенных функций организма. Первый год после посадки крупномеров — самый критический, потому что сильно нарушена корневая система, частично уничтожена её активная часть — всасывающие корешки. Для восстановления корневой системы необходим систематический полив.
Полив посаженных крупномеров производиться в зависимости от обеспеченности почвы водой и вегетационного периода. Если посадки крупномеров производились зимой или весной, то поливать надо не менее 7 — 12 раз за весь период вегетации с учетом погодных условий. В первое время после посадок необходим более интенсивный полив, даже если есть климатические осадки. Лучшее время полива — утро, до 11 −12 часов и вечер, после 6-ти часов, при температуре воды 15…22 * С. Применим полив с использованием биостимуляторов роста. Нормы внесения гетероауксина при уходе за деревьями:
| Саженцы кустарников                     | 0,5 (0,002 %)      |
| Саженцы деревьев (до 10 лет)            | 0,75 (0,005 %)     |
| Деревья с комом 0,8х0,5 (12 лет и выше) | 0,75…1,0 (0,005 %) |
| Деревья с комом 1,3х1,3х0,65            | 1,5 (0,005 %)      |

Орошение надземной части также важное мероприятие при уходе за посаженным растением. Методом мелкокапельного опрыскивания (дождевание) производят обработку надземной части дерева. Хвойные растения обмываются весной на следующий год после посадки. Дождевание можно совмещать с подкормками минеральными удобрениями. Например, мочевина по норме 1 г/л воды, 0,2%-й раствор аммиачной селитры, 0,5%-й раствор суперфосфата, 0,4%-й раствор хлористого калия. Уход и тщательное наблюдение за посаженным крупномером производят в течение первых 2-3 лет после посадки. Через 3 года необходимо убрать растяжки и крепежные колья.
Рыхление приствольных кругов и мульчирование используются для улучшения аэрации почвы. Кислород лучше доходит до корневой системы дерева. Глубина рыхления 5-6 см, не более, так как можно повредить корневую систему. Мульчирование можно делать с помощью опилок, торфа, крошки из древесной коры — это позволяет добиться пористости верхнего слоя почвы и увеличения влагоёмкости.

## Защита пересаженных крупномерных деревьев от болезней и вредителей
Источниками крупномерного посадочного материала в основном служат питомники, лесные культуры и естественные насаждения. Из-за экономических трудностей девяностых годов уход за растениями во многих питомниках практически прекратился, посадки запущены, что приводит к потере декоративности деревьев и развитию грибных инфекций.
Выборка деревьев с применением механических средств, неаккуратный уход за деревьями и запущенность питомников часто приводят к большому количеству повреждений стволов, особенно в комлевой части. Так как отбор и пересадка крупномерных деревьев происходят в основном в зимний период, то такие повреждения находятся под снегом и пропускаются при осмотре деревьев. Поэтому часто посадочный материал попадает на участок с некрозом, гнилью и другими повреждениями стволов.
После пересадки уменьшается размер корневой системы, поэтому наблюдается значительное ослабление деревьев, начинают прогрессировать активные и скрытые патогенные инфекции, которые в естественных условиях не наносят дереву значительного вреда, а развиваются на его ослабленных частях. Так, на широко применяемой в посадках липе мелколистной степень поражения кроны тиростромозом резко возрастает после пересадки. На дубе летнем активизируется возбудитель клитрисового некроза, что приводит к значительному поражению кроны дерева.
В первый год после пересадки лиственных деревьев необходима обязательная санитарная обрезка больных и мертвых ветвей, которую надо проводить периодически в течение сезона, так как отмирание отдельных ветвей наблюдается весь вегетационный период. После пересадки, особенно это проявляется на стволах липы, часто возникают мокнущие некрозы. Через трещинки коры происходит сокотечение. Если произвести вскрытие, то можно обнаружить вытянутый в продольном направлении участок мертвого луба. Если зачистку и лечение раны этого участка вовремя не произвести, то в последующие годы площадь поражения будет увеличиваться, что может привести к ухудшению внешнего вида, роста и развития дерева и даже может привести к его гибели.
На сибирском кедре (Pinus sibirica) большую опасность представляет побеговый рак хвойных пород, возбудителем которого является сумчатый гриб (Ascocalyx abietina). У здоровых деревьев в природных условиях он поселяется на отдельных отмирающих тонких веточках внутри кроны дерева. После пересадки дерева возбудитель поражает побеги текущего года, так как новые побеги ослаблены последствиями перенесенной пересадки. При сильной степени поражения доля таких побегов может достигать более половины кроны дерева. В течение всего летнего сезона необходимо осуществлять контроль за деревьями, проводить их периодическую санитарную обрезку и обработку кроны фунгицидными препаратами.
Другая опасность, подстерегающая пересаженные крупномерные деревья — это стволовые вредители. Наиболее сильно подвержены стволовым вредителям хвойные породы деревьев.
При пересадке крупномеров ком зимой промораживается. Если посадочная яма готовится заранее, то она также успевает значительно промерзнуть. Вследствие этих причин начало вегетации у таких деревьев задерживается на несколько недель, но обычно не более месяца. Так как при пересадке теряется значительная часть корневой системы, ослабевают смоловыделительные функции дерева, являющиеся основной естественной защитой от вредителей. Также очень часто не производится весенний полив деревьев, что является дополнительной причиной их ослабления. Все это приводит к тому, что короеды начинают активно заселять ослабленные пересадкой крупномерные деревья.

### Хвойные
Для хвойных деревьев с толстой корой (особенно для видов сосен с толстой корой) как, например сосна обыкновенная, сосна чёрная, сосна белокорая и другие, самым опасным видом вредителей является большой сосновый лубоед. Основное распространение (так называемый лёт — период в котором насекомые активно перемещаются по территории, захватывают новые ареалы) этих насекомых начинается сразу после схода снега. Обычно на заселенные деревья обращают внимание лишь тогда, когда на стволе уже хорошо заметны большие выделения буровой муки. Но к этому времени маточные ходы достигают около 5 см, идет активная яйцекладка, а иногда даже может начаться развитие личинок.
Основной мерой борьбы в таких случаях является механическое вскрытие проходов и уничтожение жуков, их яиц и личинок и последующая обработка пораженного ствола инсектицидными препаратами. Обработка уже заселенного дерева не приводит к желаемому результату, жуки не гибнут из-за толстой коры в местах поселения вредителя. В таких случаях может наблюдаться только гибель отдельных самцов, которые, вылезая наружу, выталкивают буровую муку, и попадают на обработанные инсектицидами участки коры.
Наибольшую трудность вызывает нахождение всех проходов лубоеда. Поскольку входные отверстия скрыты под чешуйками коры, то определить их место расположения можно только по буровой муке, но и это затруднительно. Дело в том, что часть буровой муки сдувается ветром, часть застревает на участках коры, находящихся далеко от входного отверстия. Отыскать все входные отверстия с первого раза практически невозможно.
Поэтому для полного выявления всех проходов необходимо проводить не менее 3-х осмотров дерева с интервалом в 1-2 дня. Такая работа очень кропотлива и трудоемкая, выполнить её под силу только опытному специалисту, но, учитывая то, что затраты на последующую замену дерева могут в несколько раз перекрыть затраты на его спасение, эти осмотры необходимо выполнять. Необходимо помнить, что для дерева диаметром не более 15 см даже 2 пропущенных хода вредителя могут в итоге привести к гибели дерева, поскольку личинки полностью уничтожат участок луба по всей окружности ствола.
Если уже началось рождение личинок, то эта мера не приносит желаемого результата. В местах начала их питания создается участок мертвой ткани, их ходы закупорены экскрементами и переноса препарата в них не происходит. Поэтому личинки выживают и продолжают успешно питаться.
Опыт показывает, что даже если дерево сильно поражено — то есть 20 и более проходов на ствол — если обнаружить и вскрыть все ходы и провести своевременное лечение, то дерево успешно приживется на новом месте, и при хорошем уходе через два года прирост его будет не меньше, а в некоторых случаях и больше, чем он был бы в естественных условиях, если бы дерево не пересаживали. Небольшие вскрытые ходы, оставшиеся незамеченные после заделки, в дальнейшем затекают смолой и даже не требуют их заделки, более обширные поврежденные участки необходимо замазывать специальными готовыми составами или садовым варом.
Хвойные виды деревьев с тонкой корой — ель обыкновенная (Picea abies), кедр сибирский (Pinus sibirica), сосна веймутова (Pinus strobus), различные виды пихт (Abies) (особенно пихта бальзамическая (Abies balsamea) и пихта корейская (Abies koreana)) — успешно поражаются таким видом паразитов как обыкновенный гравер. Этот вид вредителей также относится к виду короедов. Летать начинает этот вид немного позже большого соснового лубоеда и заселяет деревья в районе тонкой коры более массово. Ели высотой не более двух метров заселяются гравером в районе мутовок.
Обработка дерева спасает его от гибели, только если заселение обнаружено на начальной стадии, жуки только внедряются в кору, идет строительство брачных камер. Обычно в этом случае применяют двукратную обработку дерева с интервалом в половину недели. В случае, когда уже идет активное строительство маточных проходов по всему стволу, дерево обычно спасти не удается. При большой плотности поселения, даже если уничтожить жуков, проводящая система дерева перебивается маточными проходами во многих местах, и гибель дерева неминуема.
Короед типограф поселяется на участках, как с толстой, так и с тонкой корой, поэтому он способен нападать на любые виды хвойных деревьев. Меры борьбы с этим видом вредителей аналогичны мерам борьбы с большим сосновым лубоедом. Для подмосковных лесов характерен массовый вылет короеда типографа. Для контроля за началом лета можно применять феромонные ловушки. Попадание в них первых жуков свидетельствует о начале массового вылета, поэтому сразу необходимо провести защитные обработки стволов высаженных деревьев контактными препаратами.
Древесница въедливая часто поражает стволы лиственных деревьев-крупномеров. При обнаружении поселения необходимо быстрее добраться до гусеницы и уничтожить её. Ход желательно вскрыть, обработать фунгицидами и заделать консервирующим составом. При невозможности проведения этой операции обязательно следует заделать входное отверстие с целью предупреждения проникновения через него грибной инфекции.
Такой вид паразитов как узкотелые златки часто поражают скелетные ветви лиственных деревьев. Листья на поражённых ветвях начинают желтеть в конце середины лета и засыхают, не опадая. Если тщательно осмотреть поражённые участки то можно обнаружить старые яйцекладки златок, прикрытые белыми колпачками. Заселенные ветви необходимо вырезать и уничтожить до выхода имаго (имаго — взрослая особь насекомого) вредителя. Спасти такие ветви практически невозможно, поскольку к моменту появления внешних признаков заселения — усыхание листвы — ветви уже бывают окольцованы личиночными проходами. Для предотвращения заселения можно проводить профилактические обработки инсектицидными препаратами в период активного распространения узкотелых златок.
Ветви березы нередко повреждаются шершнями. Этот вид насекомых не сильно опасен, но в период строительства гнезд они могут полностью обгрызать кору и луб на довольно больших участках, полностью окольцовывая ветки и тонкие стволики, что приводит к их последующему усыханию. Во время лёта шершней необходимо осуществлять контроль за посадками и в случае обнаружения вредителей, провести обработку контактными инсектицидами.
Очень опасный вредитель — сибирский хермес (два основных вида: сибирский кедровый хермес (Pineus cembrae) и сибирский пихтово-еловый хермес (Aphrastasia pectinatae)), с этим типом вредителей сложно бороться, предпочтительно он поражает кедр сибирский и сосну обыкновенную. Поскольку самки и кладки яиц этого вредителя покрыты белым пушком и при проведении химических обработок с него легко скатываются капли препарата то их сложно поразить инсектицидами. Поэтому необходим постоянный контроль за вредителем, чтобы отследить начало процесса, когда выходят личинки из кладок. Поскольку личинки младших возрастов, так называемые «бродяжки», не опушены, то время проведения искоренительных обработок должно быть сопряжено со временем массового выхода личинок.
Успех посадки и приживаемость крупномерных деревьев зависят от многих факторов: от соответствия видовых требований деревьев условиям мест их посадки, от качества посадочного материала; от соблюдения технологии посадки и после посадочного ухода, в том числе, например, от соответствия размеров кома размерам деревьев, диаметру их стволов; от режима полива в вегетационный период; от дополнительных средств и методов улучшения почвенных условий и повышения индивидуальной устойчивости деревьев, таких, как стимуляторы корнеобразования, антидепрессанты, иммуностимуляторы и др. в период приживаемости, а также от индивидуальных генетических особенностей дерева.
Предугадать по внешнему виду дерева, как оно будет приживаться на новом месте не всегда возможно. В некоторых случаях лучшие по внешнему виду деревья после пересадки активно заселяются вредителями. Поэтому в период лёта наиболее активных видов жуков-короедов необходимо осуществлять еженедельный контроль за состоянием недавно посаженных крупномерных деревьев.
Также не следует забывать о профилактике. С этой целью необходимо иногда обрабатывать стволы и ветки пересаженных деревьев инсектицидными препаратами, с целью предупреждения повреждения деревьев короедами. Для профилактики распространения грибных болезней желательно в течение всего сезона производить две или три обработки крон деревьев фунгицидными препаратами.
Успех посадки крупномерных деревьев в значительной степени зависит также от погодных условий года, времени выпадения и высоты снежного покрова и зимних температур, определяющих глубину промерзания почвы. Также влияет амплитуда колебаний температуры в весенний период, поздневесенние заморозки, продолжительность засушливых периодов в весенне-летний период, а также многие другие факторы, влияющие незначительно. В некоторой степени влияние негативных факторов можно смягчить мерами дополнительного ухода за пересаженными растениями с применением современных средств.
Помимо стволовых вредителей существует ещё один класс вредителей крупномеров — это различные виды сосущих паразитов. Пересаженные крупномерные деревья могут поражаться большим комплексом сосущих вредителей — тлей, растительноядных клещей, щитовок и пр. Проблем с защитой деревьев от различных видов тлей, как правило, не возникает, поскольку они хорошо уничтожаются любыми контактными и системными препаратами. Но поскольку за лето тля даёт несколько поколений потомства, то необходимо соблюдать дозировку препаратов во избежание привыкания к ним вредителей.

## Использование крупномеров в садово-парковом строительстве

### Крупномеры и стили садово-паркового дизайна
Крупномеры не требуют длительного времени ожидания и меняют любой участок до неузнаваемости. Но если хочется к тому же создать приятную атмосферу в саду, то следует обратиться к профессионалам. Ниже приводится несколько самых популярных стилей садово-паркового искусства:
- Английский сад — его ещё называют пейзажным садом. Все элементы такого сада располагаются так, как они могли бы быть расположены в естественной среде. Плавные линии переходов и мощеные дорожки. Для придания естественности английский сад использует ярусный метод расположения растений. Регулярный стиль с четкими и симметричными линиями. Ярко выраженная основная линия является центром композиции такого сада.
- Китайский сад — сад, устроенный по законам фэншуй, каждое растение, в том числе и крупномер, в этом саду несет свой смысл.
- Японский сад — предполагает создание модели устроения мира, где каждая стихия имеет своё место и предназначение.

Каждый из приведенных выше стилей садово-паркового дизайна можно достаточно быстро воссоздать. В ландшафтный дизайн крупномеры вписываются идеально, ведь в этом случае не нужно ждать многие годы, чтобы получить сад в том стиле, в каком хочется.
Современный ландшафтный дизайн часто предусматривает крупномеры, поскольку мало кто готов ждать 10-20 лет, чтобы увидеть, как будет выглядеть посаженое дерево.
Взрослые деревья и оформленный сад подчеркнут красоту дома, соединят здание и участок в единое целое. Особенно удачно смотрятся дома, в которых внутренний стиль дома перекликается с дизайном сада. Со строгим стилем дизайна дома хорошо будет сочетаться регулярный сад, классический стиль подчеркнет английский сад, а модерн удачно дополнит японский или китайский сад.
Сад будет удачно смотреться, если сочетать в нём крупномеры разной высоты. Делать плавные переходы от низкорослых кустарников к высоким деревьям. Лиственные деревья хорошо разбавить хвойными, чтобы с наступлением осени и зимы участок не выглядел «голым».
Выполненный профессионалами ландшафтный дизайн — крупномеры и небольшие садовые крупномеры, удачно дополненные кустарником — сейчас один из самых популярных садовых дизайнов.

### Крупномеры: одиночные и групповые посадки
Всегда ли предусматривает современный ландшафтный дизайн крупномеры? Чаще всего, да, ведь это наиболее быстрый и качественный способ создания зелёной зоны вашего участка. В любой ландшафтный дизайн крупномеры «вписываются» как нельзя лучше. Всегда можно подобрать подходящее дерево для участка. Если раньше считалось, что крупномеры следует сажать группами, то сейчас все больше приобретает популярность китайский и японский садовый стиль, где свойственен минимализм. Всего лишь одно дерево — и сад преображается.
Необходимо, чтобы сад был таким местом, где хозяева дома и их гости будут отдыхать. В душных мегаполисах человек удаляется от природы. Сад — это то место, где можно отдохнуть душой и телом. Благоприятную атмосферу создает также водоем: небольшой пруд или ручеек украсит ваш сад, а водоем в свою очередь удачно дополнит плакучее дерево.
Выполненный профессионалами ландшафтный дизайн — крупномеры плюс небольшие садовые деревья, удачно дополненные кустарником — сейчас один из самых популярных садовых дизайнов.

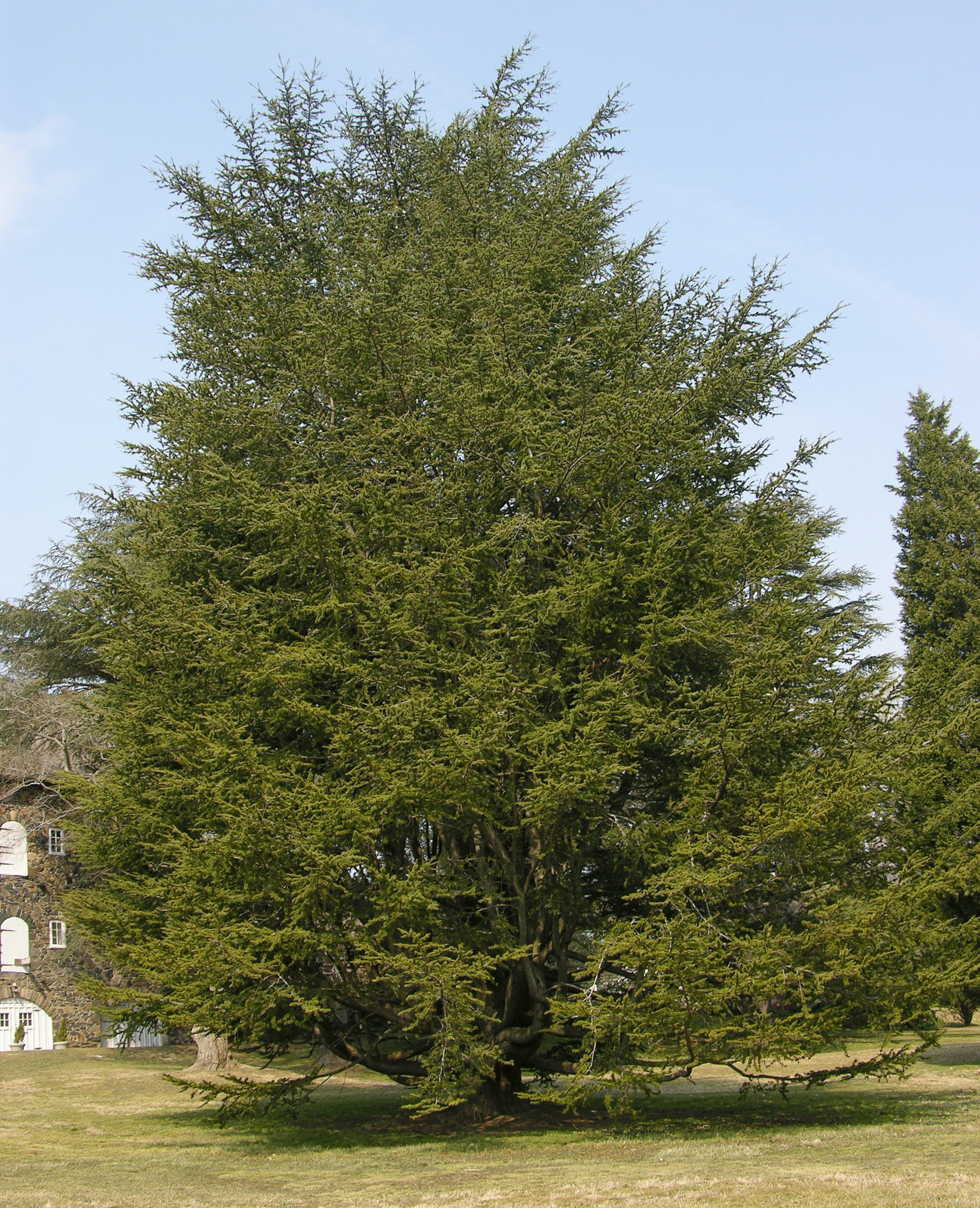
Кедр

Колонновидные крупномеры (Можжевельник обыкновенный compressa или, например, Можжевельник виргинский skyrocket) удачно дополнят шарообразные или раскидистые кустарники, например, кедр ливанский «nana» или тис ягодный.
Плакучие растения, например, ель Бревера (Picea breweriana) — удачно дополнят стелющиеся кустарники, например, можжевельник казачий.
При пирамидальной или конической форме одиночно посаженого крупномера к нему подойдут как стелющиеся, так и шаровидные кустарники или низкорослые деревья.
Самый простой и, в то же время, высокохудожественный ландшафтный дизайн — крупномеры, главное — подойти к этому вопросу со вкусом.
Одиночные посадки деревьев и кустарников хорошо выглядят на открытых пространствах. Отдельно стоящее дерево или кустарник называют солитером. Такие деревья удачно выглядят на фоне фасада здания или на ухоженном газоне. Для одиночных посадок выращивают ширококронные крупномеры, которые создадут приятную тень в жаркий летний день.
Прикорневой круг можно засыпать декоративными щепками или корой, что будет красиво смотреться, и не будет выделять края нарушенного газона, если крупномер был посажен после того, как вырос газон.

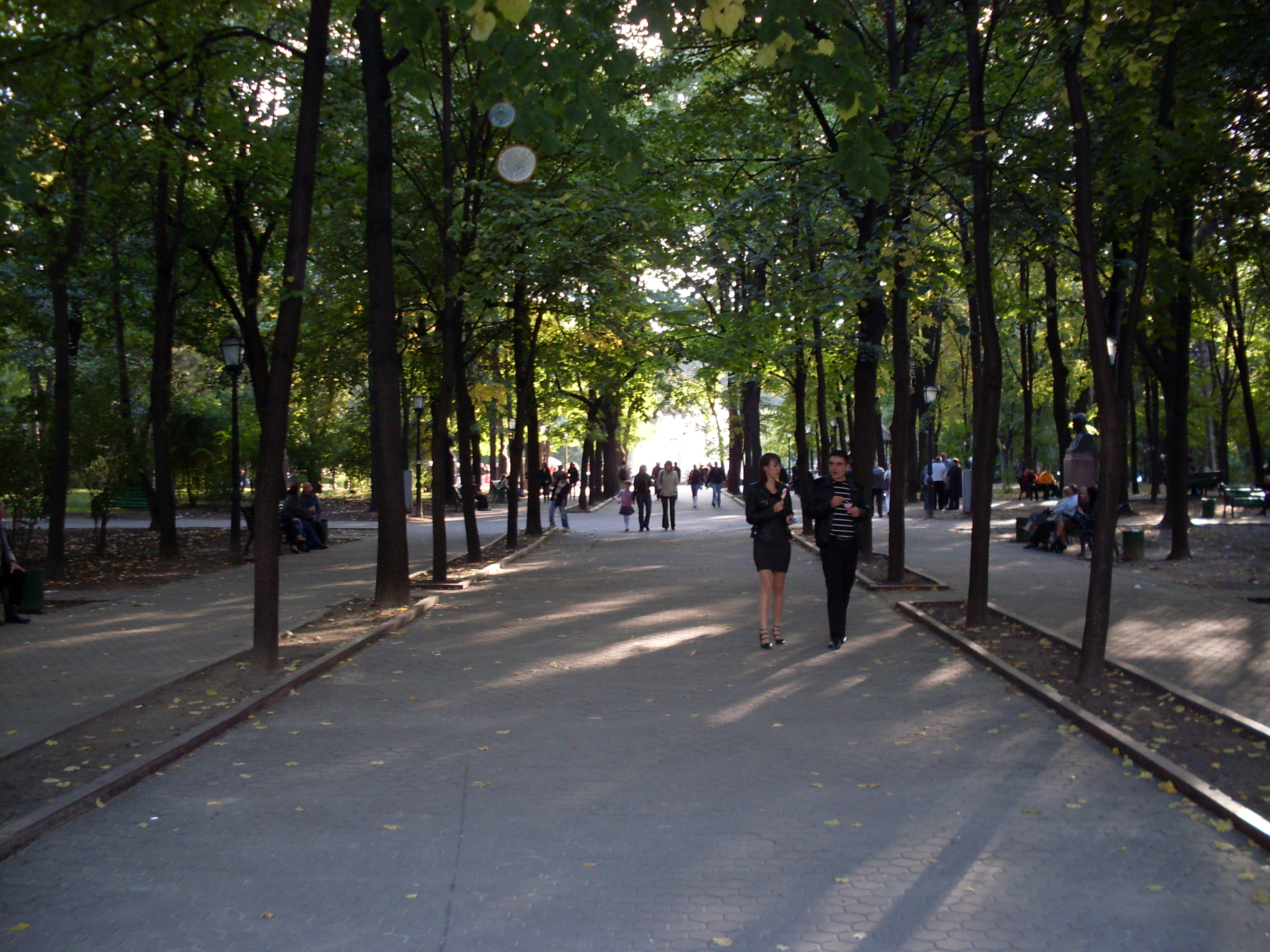
Аллея из крупномеров

Аллеи — это посадка деревьев двумя параллельными рядами с двух сторон от дороги. Плотные сомкнутые аллеи создают впечатление далекой перспективы, но при этом крона крупномеров не развивается полностью. Большое количество деревьев мешает ей. Декоративность аллей зависит от величины и формы деревьев, а также от её длины и ширины. Чем шире и длиннее аллея, тем более высокорослые и ширококронные породы можно применять. Для ширококронных и теневыносливых пород, у которых крона опущена до самой земли, ширина аллеи должна быть 14-16 м. Деревья с более узкой кроной требуют ширины 10-12 м. Если аллея имеет ширину менее 10 м, её можно оформить низкорослыми растениями и деревьями с пирамидальной кроной. Аллеи шириной менее 6 м не допускаются, так как они не обеспечивают разъезда двух автомашин. Деревья с очень раскидистыми кронами для аллейных посадок мало пригодны. Совсем не годятся деревья, дающие корневые отпрыски. Использование нескольких пород в аллейных посадках не допускается, так как снижается декоративность и устойчивость деревьев.
Аллеи, где ряды деревьев растут на небольшом расстоянии, сейчас более популярны и современны, так как в них деревья хорошо растут и у них более красивая крона, так как им не мешают растущие рядом крупномеры.
Группы крупномеров собирают из одной или чаще нескольких пород. По высоте и форме кроны они могут быть одинаковыми или контрастировать на различии между собой. Количество деревьев в группах неограниченно, но чаще для групп используют 3-5 деревьев, чтобы подчеркнуть красоту каждого дерева.
Очень важным вопросом является освещенность участка, что напрямую влияет на подбор видов деревьев и мест их посадки. Необходимо помнить, например, что березы и сосны — светолюбивые растения, а ели и клёны — теневыносливые. Составление композиции из разных пород деревьев требует художественного вкуса и профессиональных знаний. Необходимо учитывать цвет листвы, объём и форму кроны растений. Форма кроны может быть шаровидная (клен остролистный, яблоня), колонновидная (тополь пирамидальный), конусовидная (ель), зонтиковидная (сосна), плакучая (ива плакучая). Обычно самый эффектный экземпляр сажают отдельно на хорошо просматриваемом месте, тем самым демонстрируя его во всей красе. Многие деревья поодиночке не смотрятся, тогда их высаживают группами (групповая посадка). В каждой группе необходимо сформировать ярусы. Ярусы, как правило, формируют, чередуя деревья разной высоты, хвойные и лиственные породы. Например, высокую ель можно подчеркнуть средней высоты кленом.
Выполненный профессионалами ландшафтный дизайн — крупномеры в сочетании и низкорослыми живыми изгородями, одиночными кустарниками — сейчас очень актуален.